# Tarzy

Tarzy este o comună în departamentul Ardennes din nordul Franței. În 2009 avea o populație de 141 de locuitori.